# Énantiosémie
En linguistique, le terme d’énantiosémie désigne le cas de termes polysémiques dont au moins deux des sens sont des antonymes.  ll s'agit cependant plutôt de symétriques (d'où le choix du terme enantio-), par exemple, en français le mot hôte qui peut désigner à la fois la personne qui reçoit chez elle et la personne reçue. On peut aussi citer louer ou apprendre.
Ce sujet est étudié depuis 1884, en Allemagne, par Carl Abel (en) traitant de l'égyptien ancien, et pour le latin, le grec et le sanskrit, par le linguiste tchèque Vinko Šercl'. Ils parlent alors de « sens opposé ». Le néologisme lui, n'apparaît qu'en 1982 sous la plume de Roland Barthes.
Orna Lieberman, une chercheuse israélienne, docteur ès lettres, s’est appuyée sur la théorie de Karl Abel pour l’appliquer à la langue hébraïque. Dans ses deux livres, en français (hébreu biblique, Langue sacrée Langue profane)  et en hébreu (שפת התנ"ך כבבואת סיפור הבריאה), elle montre que chaque mot en hébreu possède deux sens contradictoires, analyse plusieurs exemples et les situe dans le contexte théologique et mythique de la Bible.

## Explication du phénomène
L'origine du phénomène a donné lieu à de nombreux débats, opposant entre autres linguistes et psychanalystes.
Pour K. Abel et V. Šercl en 1884, l'énantiosémie est propre aux langues anciennes et n'existe dans les langues modernes que sous forme de vestige. Elle s'expliquerait par l'incapacité des hommes primitifs à penser un concept sans y associer son contraire. 
Le linguiste russe Nicolas Marr s'attribue après eux la découverte du phénomène, sous le nom de « loi des opposés ». Contrairement à ses deux prédécesseurs, il établit que l'énantiosémie est une règle générale, qui se retrouve aussi bien dans les langues anciennes que modernes. Ses travaux, en russe, restent toutefois peu connus des linguistes occidentaux. 
En 1910, Freud, qui a découvert les travaux d'Abel l'année précédente, établit un parallèle entre l'énantiosémie alors attribuée en Occident aux langues anciennes, et le langage des rêves, les psychanalystes pouvant interpréter un rêve en donnant à l'un de ses objets son sens contraire. En 1913, dans Totem et tabou, il s'appuie sur les travaux de Wilhelm Wundt et sur son explication sur l'ambivalence acquise du mot tabou dont les deux sens, « sacré » et « impur », résulteraient de glissements sémantiques d'une notion originelle signifiant « démoniaque », pour les réfuter.
Ce terme veut également dire que l'on oppose deux choses clairement comme une dichotomie mais à la différence que ces deux choses sont liées.

## Exemples
Ce phénomène se retrouve dans de très nombreuses langues : égyptien ancien, langues sémitiques, dont l'arabe où il est qualifié de didd, persan, allemand, français…

### Français
- Un hôte est une personne qui donne l'hospitalité, mais aussi celui à qui on la donne. On retrouve cette particularité en italien et en espagnol, les trois mots dérivant du latin hospes.
- Louer peut désigner les deux parties prenantes d'un contrat de location. C'est à la fois le fait de proposer un bien à quelqu'un en location, mais aussi le fait de louer le bien pour y vivre.
- amateur : désigne à la fois un connaisseur et un novice dans un domaine.
- apprendre : désigne à la fois le fait d'enseigner et de s'instruire.
- Remercier : exprimer sa reconnaissance à quelqu'un ou le congédier.
- Amphitryon : synonyme de hôte.
- Personne : désigne à la fois la présence de quelqu’un (une personne) mais aussi l’absence (il n’y a personne).